# 30226 Samuelleejackson
30226 Samuelleejackson è un asteroide della fascia principale. Scoperto nel 2000, presenta un'orbita caratterizzata da un semiasse maggiore pari a 2,312238 UA e da un'eccentricità di 0,178098, inclinata di 5,292610° rispetto all'eclittica. Ha un diametro di 2,882	km.